# 地下鉄81-775.2/776.2/777.2形電車
地下鉄81-775.2/776.2/777.2形電車（ちかてつ81-775.2/776.2/777.2がたでんしゃ）は、ロシア連邦の鉄道車両メーカーであるメトロワゴンマッシュが開発・展開している地下鉄向け電車。2024年以降ロシア連邦の首都・モスクワのモスクワ地下鉄で使用されており、「モスクワ-2024（Москва-2024）」という愛称を有する。

## 概要
モスクワの地下鉄であるモスクワ地下鉄では、2010年以降新型電車の導入による旧型電車の置き換えが継続的に行われており、同年から2024年3月までの間に増備された車両の割合はモスクワ地下鉄全体の74 %となり、車両全体の平均車齢は11.9年を記録している。これを更に進めるため、主要路線の1つであるザモスクヴォレーツカヤ線で長らく使用されていた旧型電車（81-717/714形電車）の置き換えを目的に導入が決定したのが「モスクワ-2024」の愛称を持つ81-775.2/776.2/777.2形電車である。導入計画や外見デザインは2023年8月に発表された。
モスクワ地下鉄にはこれ以前の2020年から「モスクワ-2020」の愛称を持つ81-775/776/777形電車が導入されており、それらの運用実績に基づき「モスクワ-2024」は以下のような設計変更や改良が施されている。
- 前面形状の変更 - 丸みを帯びた「モスクワ-2020」の前面デザインから長方形・流線形状のデザインに変更されている他、前照灯・尾灯の位置も移動している。
- 車内の通路拡大 - 車内に設置されているロングシートの間の通路幅が「モスクワ-2020」と比較して10 %拡大した1,150 mmとなり、定員数が17人増加している。
- 座席の改良 -  座席の幅が500 mmとなり、着席時の快適性が図られている他、シートの布張りも改良され防水性や清潔性が向上している。
- 充電用ポートの位置見直し - USBに対応した充電器の位置を「モスクワ-2020」の座席から手すりに変更し、隣の乗客の支障にならない形での充電が可能となっている。また、今後充電用ポートの増設も可能な設計となっている。
- バリアフリーの向上 - 先頭車両には車椅子利用客など身体が不自由な乗客のためのスロープが設置されている他、乗務員と通話可能なボタンの数も増加している。

また、内装の色調も木目を意識し茶色を主体としたものになっており、これは2023年に実施されたモスクワ都市フォーラム（Московского урбанистического форума）で実施された来場者投票により3つの候補から選ばれたものである。
一方、運転台も運転士の利便性の向上を踏まえた設計変更が行われており、運転室全体の遮音性が向上している他、空調やコントロールパネル、快適性を向上させた椅子が設置されている。運転台には3基のタッチスクリーンが搭載されており、機器の制御や状態の報告、各部の監視カメラの映像確認など様々な機能を有している。

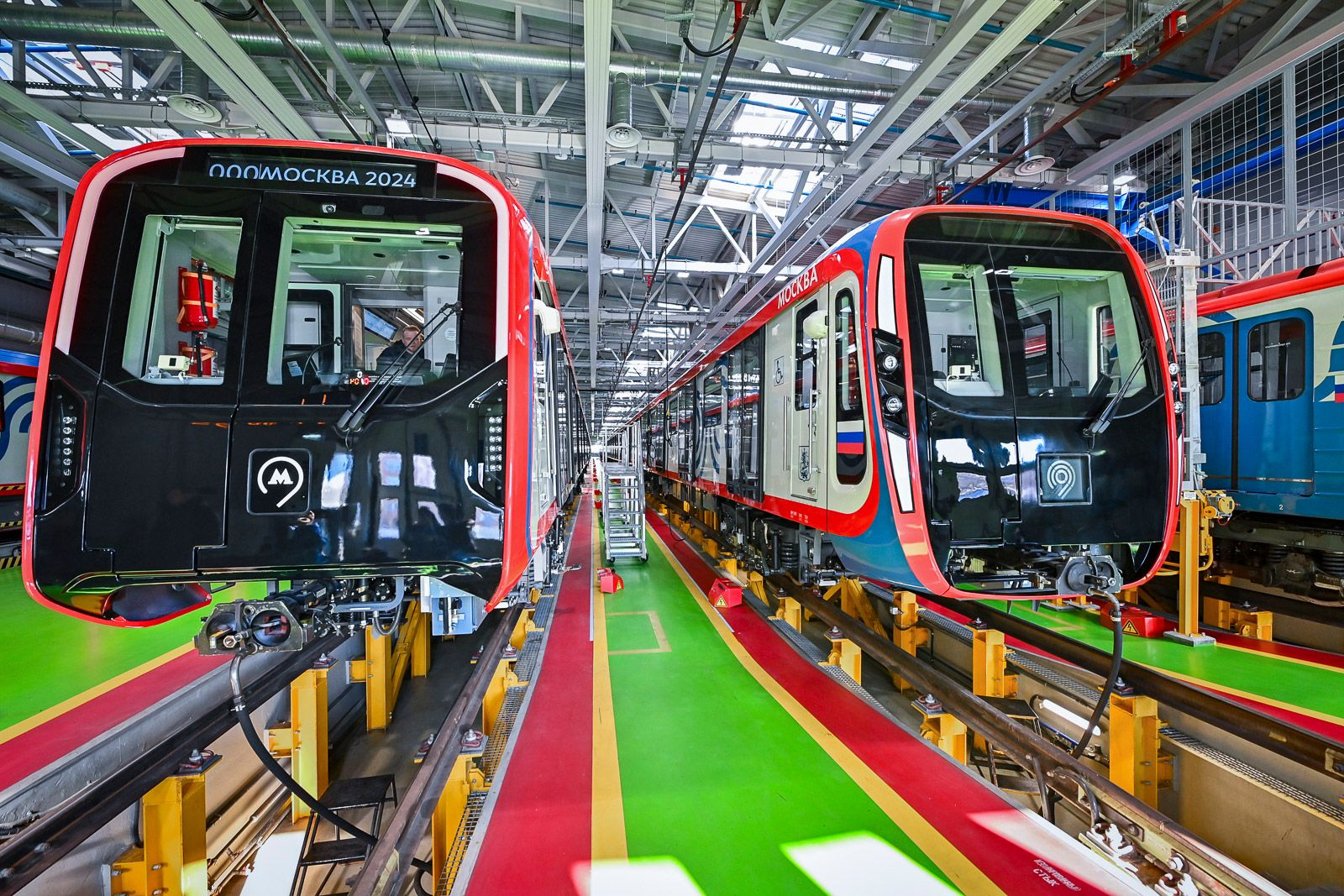
「モスクワ-2020」（右）から前面形状が変更された「モスクワ-2024」（左）（2024年撮影）
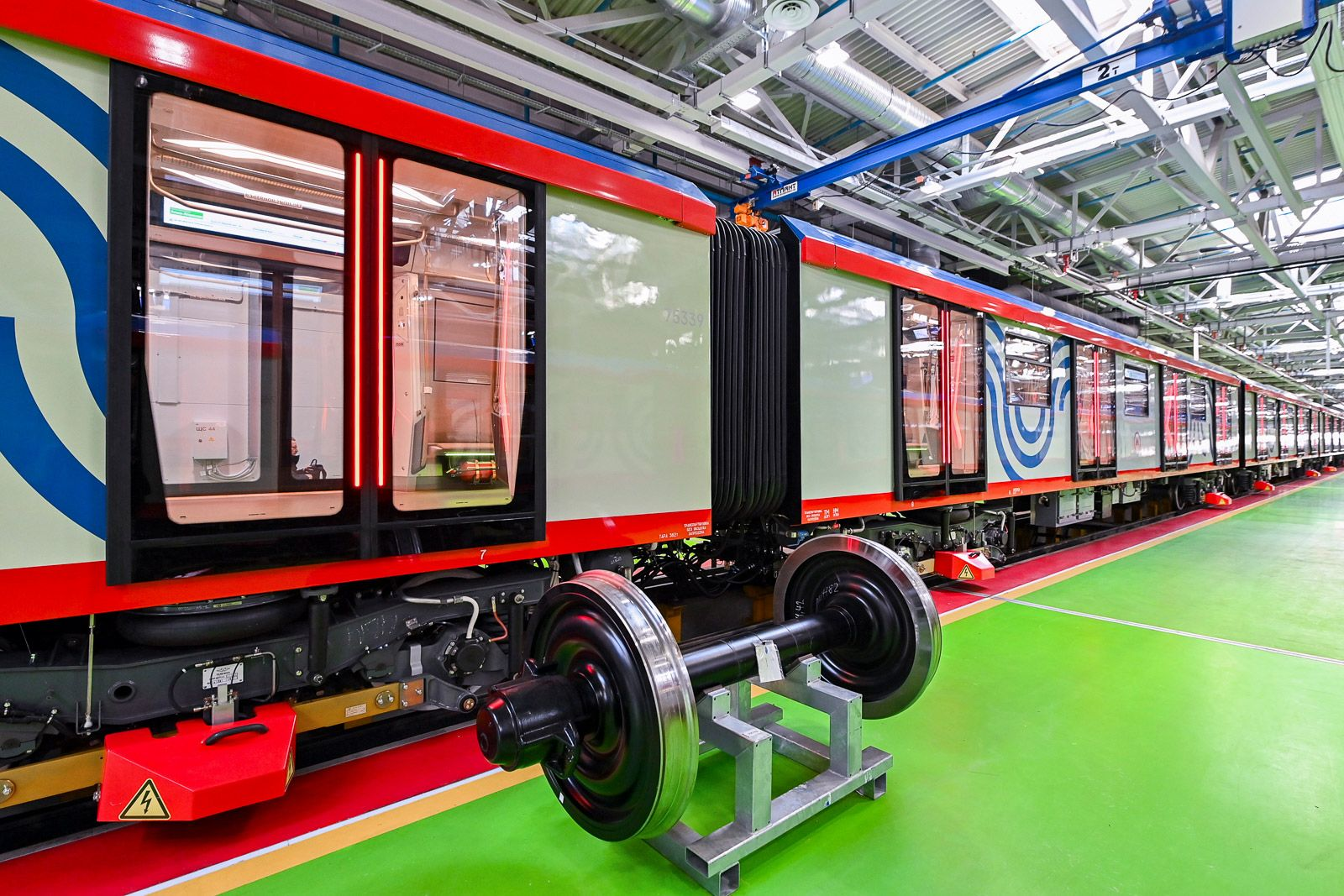
幅広の乗降扉（2024年撮影）
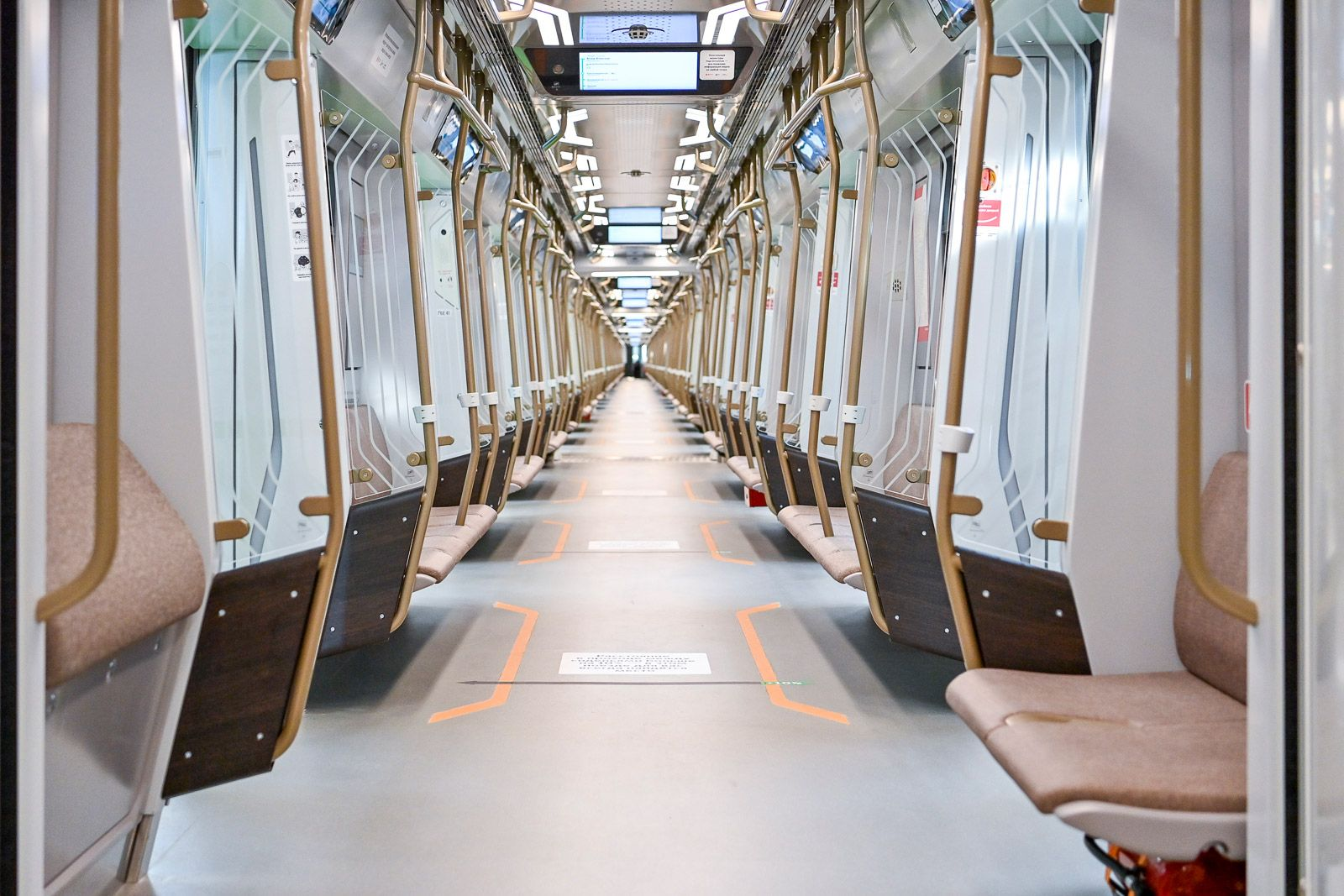
茶色を基調とした車内
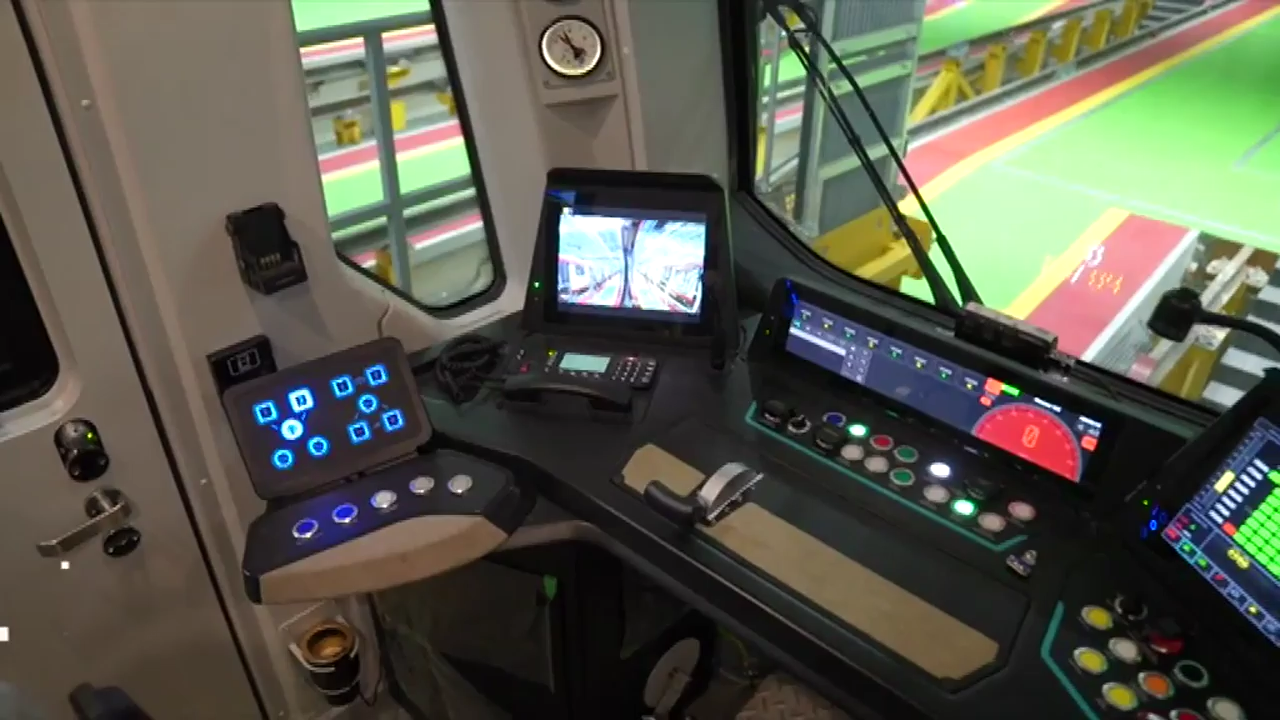
運転台

2023年からメトロワゴンマッシュの工場で生産が開始され、試運転を経て2024年3月11日からザモスクヴォレーツカヤ線で営業運転を開始した。以降同路線向けの448両（8両編成56本）を含めた合計560両（8両編成70本）が2025年までに導入される事になっている。

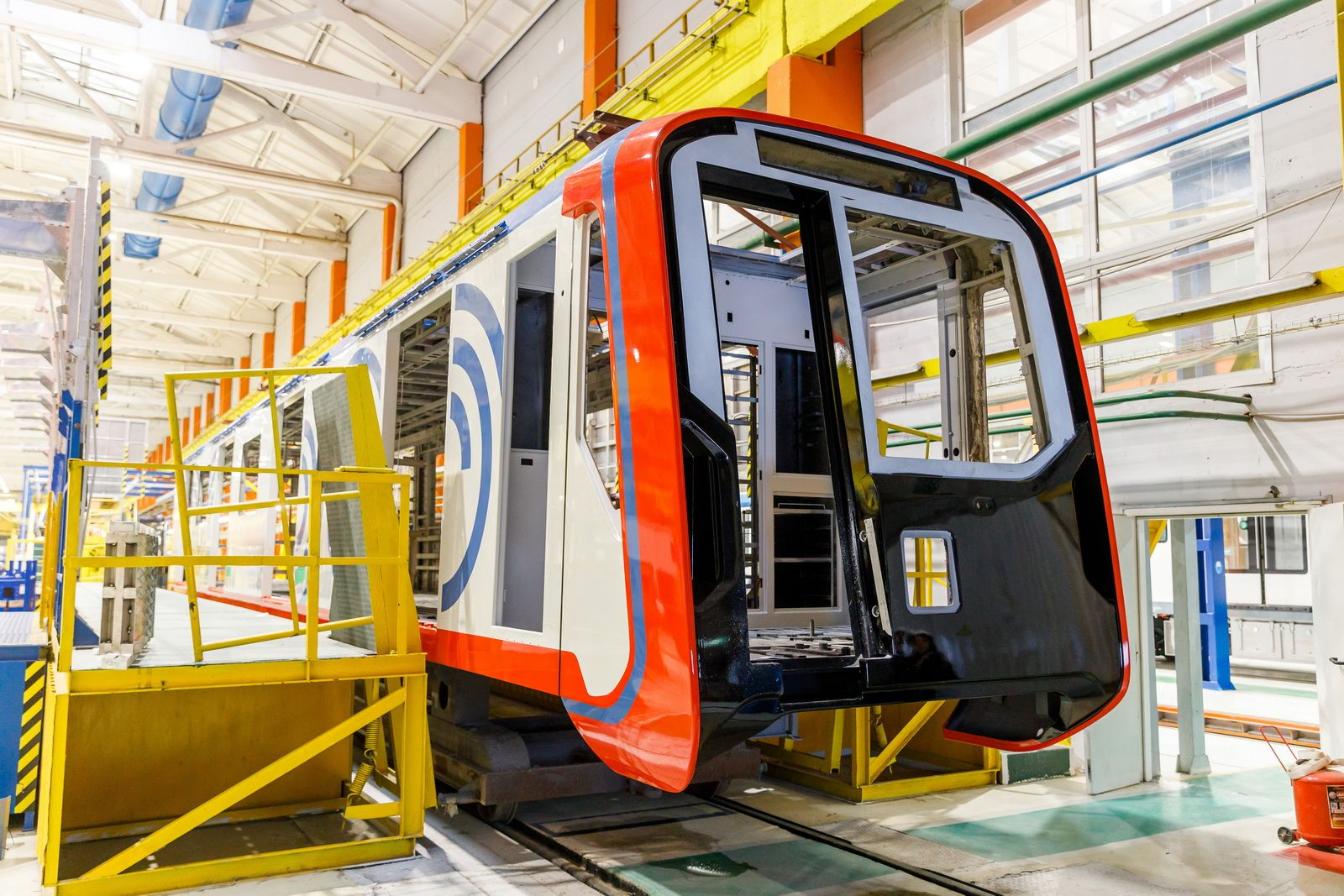
製造中の「モスクワ-2024」（2023年撮影）
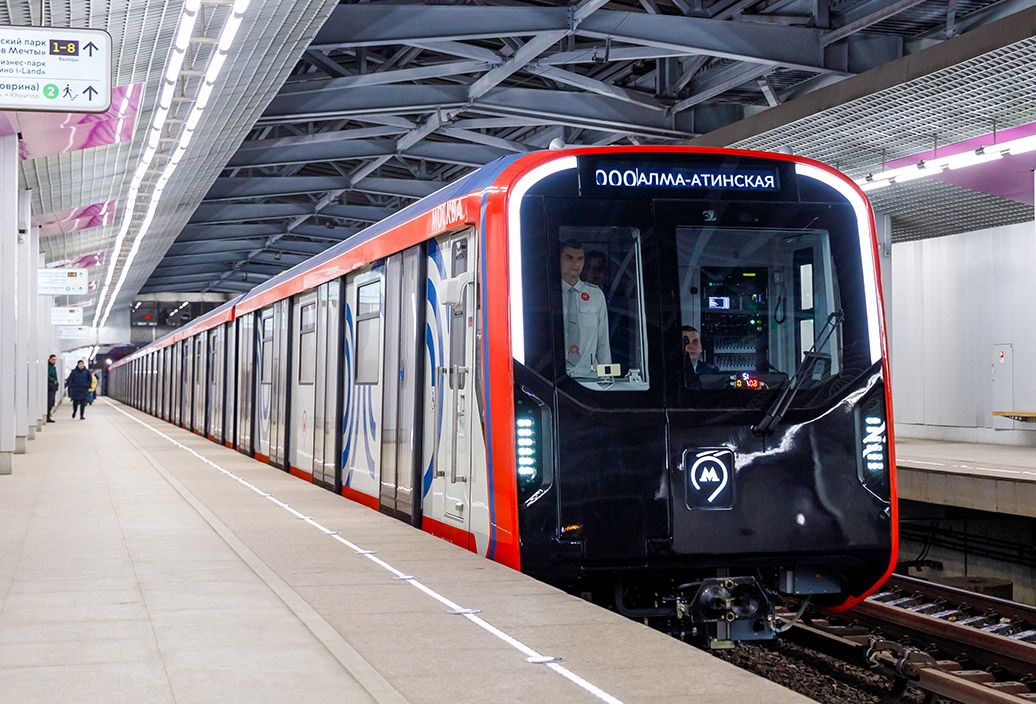
営業運転開始初日の「モスクワ-2024」（2024年撮影）

## 発展車両
- "モスクワ-2026"（Москва-2026） - 2026年以降ザモスクヴォレーツカヤ線へ導入が計画されている新型車両。「モスクワ-2024」の運用実績を基にした更なる改良が実施される他、第三軌条からの電力供給無しで短距離が走行可能な機構を搭載する事が計画されており、合計248両が製造される。これにより、ザモスクヴォレーツカヤ線の車両は全て新型車両へ統一される[2][4]。